# 阿克爾峰

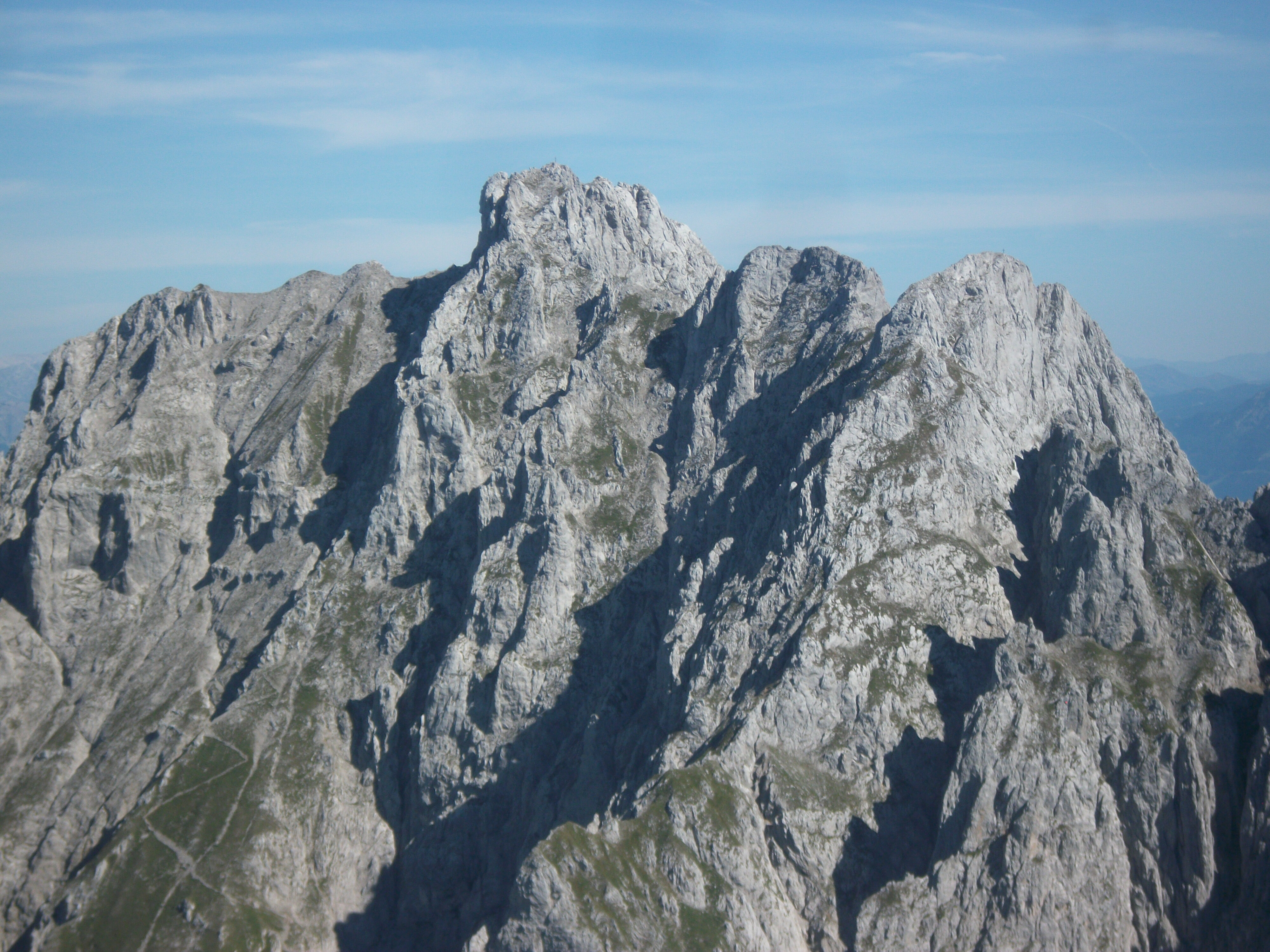

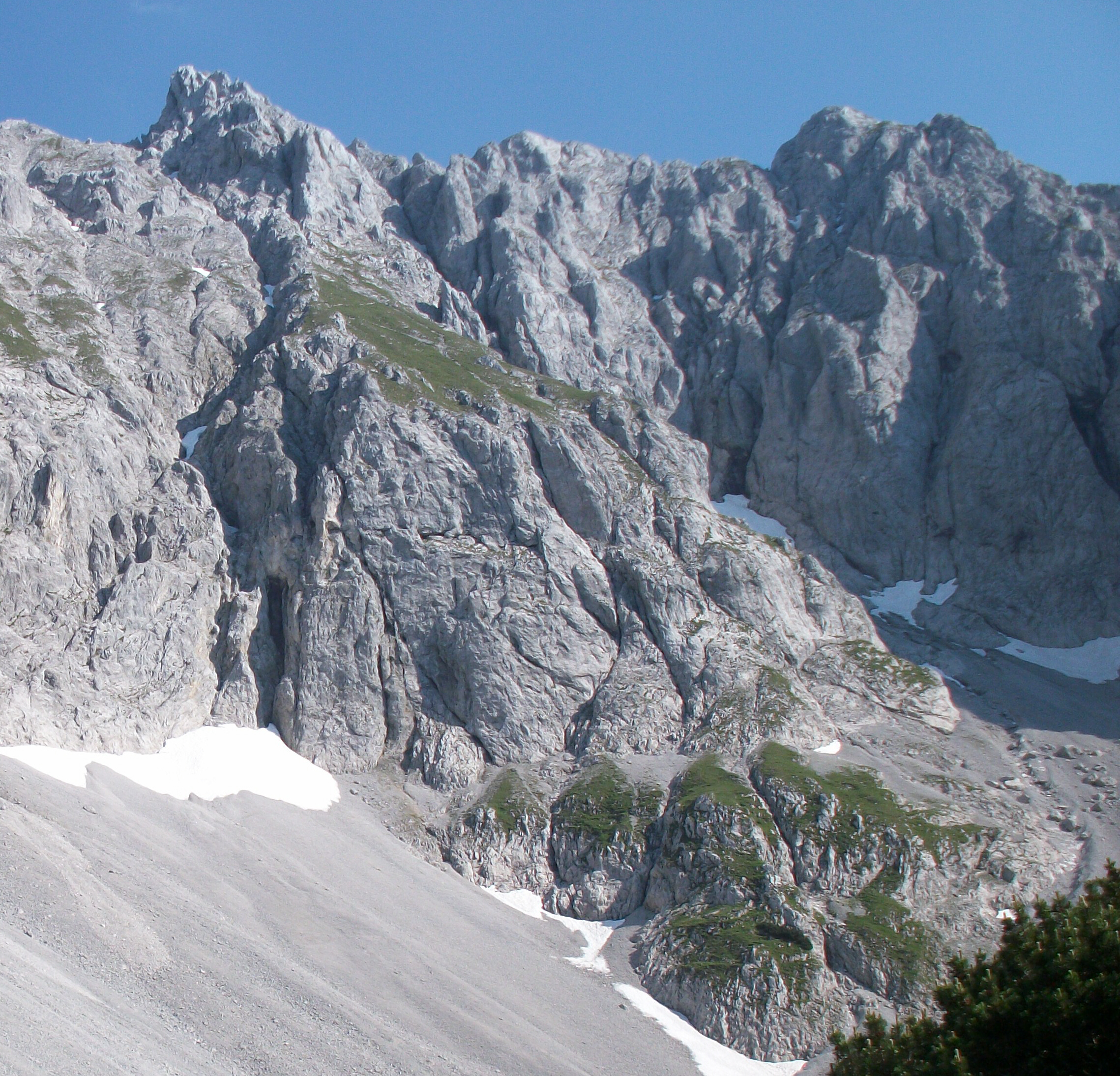

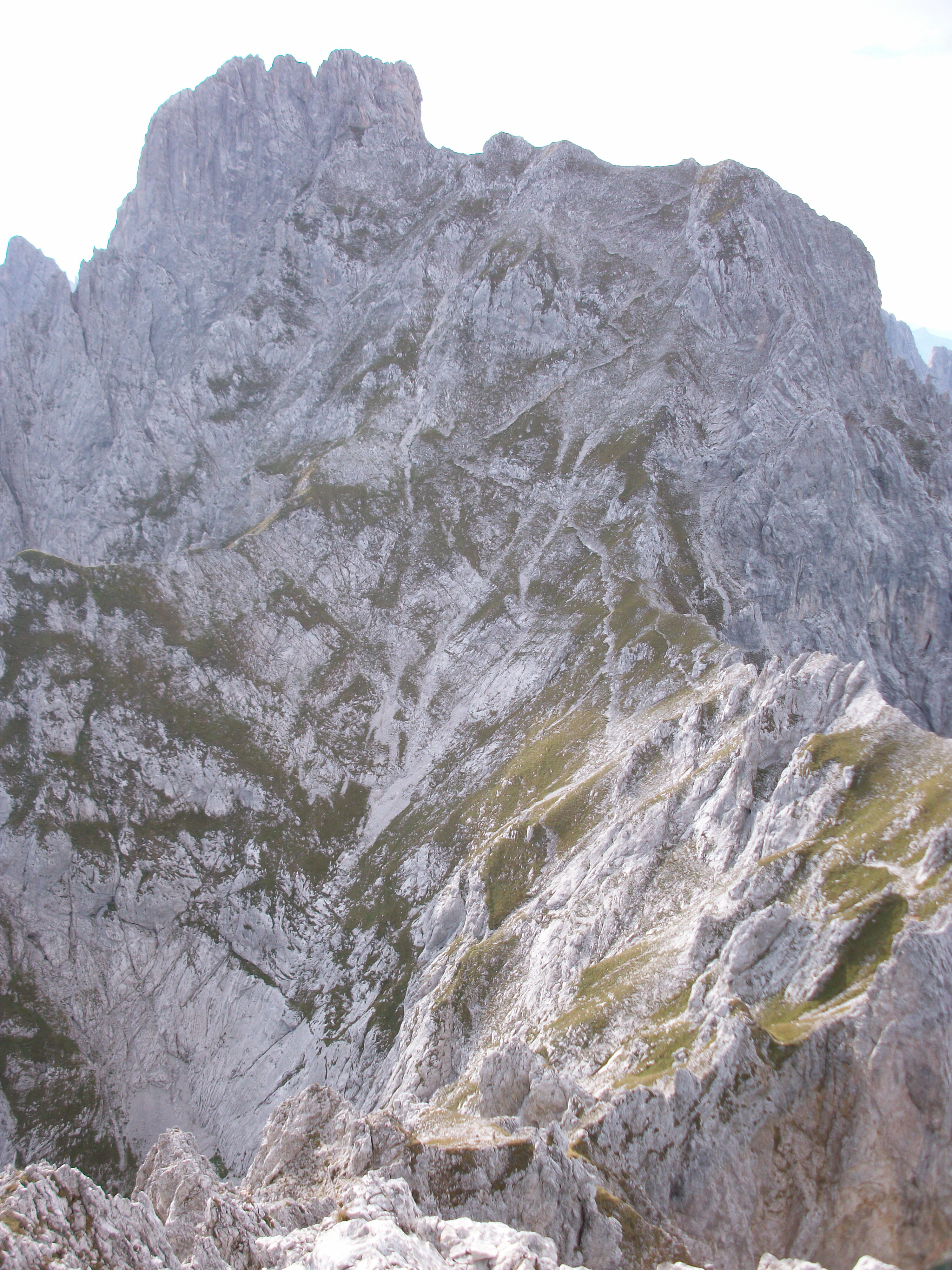

47°33′33″N 12°20′50″E / 47.5591°N 12.3472°E
阿克爾峰（德語：Ackerlspitze），是奧地利的山峰，位於該國西部，由蒂羅爾州負責管轄，屬於皇帝山脈的一部分，海拔高度2,329米，人類在1826年10月1日首次登頂。